# Friedrich Schumacher (Geologe)
Friedrich Schumacher (* 20. Mai 1884 in Spaichingen; † 5. September 1975 in Ottobeuren) war ein deutscher Geologe, Mineraloge und Professor an der Bergakademie Freiberg.

## Leben
Schumacher legte am Gymnasium Rottweil das Abitur ab und studierte von 1902 bis 1905 Bauingenieurwesen an der TH Stuttgart. Während seines Studiums wurde er Mitglied der Studentenverbindung „Akademische Gesellschaft Sonderbund“ in Stuttgart. Er wechselte von 1905 bis 1908 an die Bergakademie Freiberg und erwarb 1910 das Diplom als Bergingenieur. Dann arbeitete er in den Blei-Zinkerzlagerstätten am Schauinsland im Schwarzwald. 1910 wurde er zum Dr.-Ing. an der TH Stuttgart promoviert. 1910 wurde er als Montangeologe und Bergingenieur an der Rudaer Zwölf-Apostel-Gewerkschaft zu Brad in Siebenbürgen, einer großen Goldminengesellschaft, verpflichtet. Ab April 1913 arbeitete er als stellvertretender Leiter der Goldmine Sekenke im damaligen Deutsch-Ostafrika. Als sie kriegsbedingt stillgelegt werden musste, gab ihm Heinrich Schnee, der Gouverneur Ostafrikas, den Auftrag, in Tabora eine Münze zu eröffnen, die Scheidemünzen aus Kupfer und Messing und Goldmünzen für den Bedarf der Schutztruppe herstellte. Von den Notmünzen aus Gold (15-Rupien-Münze) wurden etwa 16.000 Exemplare unter widrigsten Bedingungen geprägt. Die letzten 200 Stück vergrub Schumacher kurz vor seiner Gefangennahme in den Boden (nach diesem „Goldschatz“ wird noch heute in Tansania gesucht). Diese 15-Rupien-Stücke waren auch überhaupt die letzten Goldmünzen des deutschen Kaiserreichs. Durch belgische Truppen wurde er kriegsgefangen und quer durch Afrika bis zur Kongomündung verschickt.
Am 1. April 1920 erfolgte eine Berufung als o. Professor für Geologie und Lagerstättenlehre an die Bergakademie Freiberg. Er untersuchte verschiedene Erzlagerstätten Sachsens mit erzmikroskopischen Methoden. 1933 bis 1935 war er Rektor der Bergakademie. Im November 1933 unterzeichnete er das Bekenntnis der deutschen Professoren zu Adolf Hitler. Ab 1937 leitete er den „Humboldtklub zu Freiberg“ zur Vertiefung der Auslandsbeziehungen zur Bergakademie. Er betreute eine koloniale Lagerstättensammlung mit über 1.000 Schaustücken „von fast allen nutzbaren Mineralvorkommen des ehemaligen Kolonialreiches“. 1937 übernahm er auch die Leitung der Kolonialen Arbeitsgemeinschaft der Bergakademie. Schumacher bearbeitete Gutachten zum Madagaskarplan, mit dem die Juden aus Europa vertrieben werden sollten. Er war im Übrigen nie Mitglied der NSDAP, weil ihm „der Gesinnungszwang, die Bespitzelung, die Unterdrückung jeder anderen Meinung und das brutale Auftreten der Machthaber ein Gräuel“ waren. Da er sich erfolgreich für die Freilassung einiger seiner jugoslawischen Studenten eingesetzt hatte, kam es zu einem Verfahren gegen ihn. Auch wurde ihm vorgeworfen, weiterhin den alten Bergmannsgruß „Glück auf“ anstatt des Hitlergrußes zu verwenden. Das Verfahren konnte mit Hilfe des Rektors der Bergakademie Prof. Brenthel schließlich eingestellt werden.
Schumacher blieb Direktor des Geologischen Institutes an der Bergakademie bis 1947. Von 1945 bis 1947 bearbeitete er Forschungsaufträge des sowjetischen Technischen Büros für Buntmetalle. Als einer der ersten Deutschen war er mit den sowjetischen Plänen zum Uranabbau in Sachsen befasst, besonders in Johanngeorgenstadt sagte er lohnende Ergebnisse voraus. Da Schumacher sich weigerte, der SED beizutreten, bekam er schließlich Lehrverbot. 1947 wurde er entlassen und setzte sich nach Jugoslawien ab, wo er von 1947 bis 1950 als Chefgeologe der Lagerstätte „Trepča“, der größten Blei- und Zinkgrube Europas, arbeitete. Dann wurde er Professor für Lagerstättenkunde an der Universität Belgrad. 1952 erteilte ihm das Mineralogische Institut der Universität Bonn einen Lehrauftrag. 1954 bis 1955 berief ihn die Universität Istanbul. Als Professor für Lagerstättenlehre der Universität Bonn ging er 1958 in den Ruhestand.
Schumacher wurde Ehrenmitglied der Royal Geological Society of Cornwall (1937) und der Gesellschaft Deutscher Metallhütten- und Bergleute (1964). 1946 wählte ihn die Akademie der Naturforscher Leopoldina Halle zum Mitglied. 1966 bekam Friedrich Schumacher das Große Bundesverdienstkreuz verliehen.